# Beltrami County
Beltrami County är ett administrativt område i delstaten Minnesota i USA, med 44 442 invånare. Den administrativa huvudorten (county seat) är Bemidji.

## Politik
Beltrami County har röstat på det demokratiska partiets kandidat i 79 procent av alla presidentval sedan valet 1960. I valet 2016 valde emellertid en majoritet republikanernas kandidat med siffrorna 50 procent mot 40,3 för demokraternas kandidat. Även historiskt har demokraterna haft framgångar i området.

## Geografi
Enligt United States Census Bureau har countyt en total area på 7 914 km². 6 489 km² av den arean är land och 1 425 km² är vatten. 

### Angränsande countyn
- Lake of the Woods County - nord
- Koochiching County - nordost
- Itasca County - öst
- Cass County - sydost
- Hubbard County - syd
- Clearwater County - sydväst
- Pennington County - väst
- Marshall County - väst
- Roseau County - nordväst